# IC 5239
IC 5239 — галактика типу NF (в процесі підтвердження) у сузір'ї Журавель.
Цей об'єкт міститься в оригінальній редакції індексного каталогу.